# Миличи (община)
Община Миличи (на сръбски: Општина Милићи) е разположена в Република Сръбска, част от Босна и Херцеговина. Неин административен център е село Миличи. Общата площ на общината е 266.99 км2. Населението ѝ през 2004 година е 10 214 души.